# Orogenia caledoniana
A Orogenia Caledoniana, também conhecida como Montanhas Caledonianas é uma etapa de formação de montanhas (orogénese) que formou as cadeias de montanhas que se estendem do norte das Ilhas Britânicas, Alpes Escandinavos, leste da Gronelândia e partes da Europa do Norte. A orogenia Calediniana compreende eventos ocorridos desde o período Ordovícico até ao início do Devónico, cerca de 490-390 milhões de anos atrás. Foi formada pelo encerramento do Oceano de Jápeto, quando os continentes e extensões terrestres da Laurência, Báltica e Avalónia colidiram.